# Campeonato Sudamericano 1939
Das Campeonato Sudamericano von 1939 war die 15. Ausspielung der südamerikanischen Kontinentalmeisterschaft im Fußball und fand vom 15. Januar bis zum 12. Februar zum dritten Mal in Peru statt. Die Peruaner übernahmen damit bereits zum zweiten Mal innerhalb von 4 Jahren die Gastgeberrolle. Das Turnier litt unter dem Fernbleiben der beiden Erstplatzierten der letzten Südamerikameisterschaft, Argentinien und Brasilien; daneben fehlten auch noch Bolivien und Kolumbien. Dafür startete zum ersten Mal seit dem Beitritt zur CONMEBOL im Jahre 1927 die Nationalmannschaft Ecuadors.
Das Turnier wurde wie gehabt im Ligasystem (Jeder gegen Jeden) ausgetragen. Bei Punktgleichheit auf dem ersten Platz war ein Entscheidungsspiel vorgesehen. Alle Spiele wurden, wie schon vor 4 Jahren im Estadio Guadelupe in Lima ausgetragen.
Sensationeller Sieger der Campeonato Sudamericano 1939 wurde erstmals Gastgeber Peru.

## Spielergebnisse
|                  |   |          |           |
| 15. Januar 1939  |   |          |           |
| Paraguay         | – | Chile    | 5:1 (2:1) |
| Peru             | – | Ecuador  | 5:2 (3:0) |
| 22. Januar 1939  |   |          |           |
| Uruguay          | – | Ecuador  | 6:0 (1:0) |
| Peru             | – | Chile    | 3:1 (0:0) |
| 29. Januar 1939  |   |          |           |
| Uruguay          | – | Chile    | 3:2 (2:2) |
| Peru             | – | Paraguay | 3:0 (2:0) |
| 5. Februar 1939  |   |          |           |
| Chile            | – | Ecuador  | 4:1 (3:1) |
| Uruguay          | – | Paraguay | 3:1 (2:0) |
| 12. Februar 1939 |   |          |           |
| Paraguay         | – | Ecuador  | 3:1 (1:0) |
| Peru             | – | Uruguay  | 2:1 (2:1) |

| Pl. | Land     | Sp. | S | U | N | Tore    | Diff. | Punkte |
| --- | -------- | --- | - | - | - | ------- | ----- | ------ |
| 1.  | Peru     | 4   | 4 | 0 | 0 | 013:400 | +9    | 08:0   |
| 2.  | Uruguay  | 4   | 3 | 0 | 1 | 013:500 | +8    | 06:20  |
| 3.  | Paraguay | 4   | 2 | 0 | 2 | 009:800 | +1    | 04:40  |
| 4.  | Chile    | 4   | 1 | 0 | 3 | 008:120 | −4    | 02:60  |
| 5.  | Ecuador  | 4   | 0 | 0 | 4 | 004:180 | −14   | 0:80   |

## Beste Torschützen
| Rang | Spieler           | Tore |
| ---- | ----------------- | ---- |
| 1    | Teodoro Fernández | 7    |
| 2    | Jorge Alcalde     | 5    |
|      | Severino Varela   | 5    |
| 4    | Marcial Barios    | 3    |
|      | Tiberio Godoy     | 3    |
|      | Pedro Lago        | 3    |
|      | Roberto Porta     | 3    |

## Mannschaften im Turnier
Chile

Chile startete außergewöhnlich schwach in dieses Turnier. Nach der deutlichen 1:5-Auftaktniederlage gegen Paraguay durfte man bereits weitergehende Ambitionen bei dieser Meisterschaft begraben. Danach konnte man sich von Spiel zu Spiel steigern, jedoch weitere Niederlagen gegen Peru (1:3) und Uruguay (2:3) nicht vermeiden. So feierte man erst im letzten Spiel gegen „Neuling“ Ecuador (4:1) den ersten Turniersieg, der gleichzeitig Platz vier bedeutete.
 Ecuador

Ecuador zahlte bei seiner ersten Copa-Teilnahme ordentlich Lehrgeld. In allen Duellen blieb das Team absolut chancenlos. Mit vier deutlichen Niederlagen in vier Spielen belegte der „Copa-Neuling“ am Ende den fünften und letzten Platz.
 Paraguay

Paraguay startete furios in dieses Turnier. Der klare 5:1-Auftakterfolg gegen Chile ließ viel für den weiteren Turnierverlauf erwarten. Doch in den beiden folgenden Spielen konnten die Paraguayos die geweckten Erwartungen nicht erfüllen; in den Duellen mit Gastgeber Peru (0:3) und dem Topfavoriten Uruguay (1:3) war man chancenlos. So blieb nach einem abschließenden 3:1-Pflichtsieg über die schwachen Ecuadorianer am Ende nur Platz drei.
 Peru

Peru war die große Sensation bei dieser Campeonato Sudamericano. Beflügelt vom Heimvorteil wuchs das Team über sich hinaus. Schon nach den glatten Auftaktsiegen gegen Ecuador und Chile wurde klar, dass der Gastgeber zum größten Konkurrenten der „Urus“ bei diesem Turnier werden würde. Dass man dann aber noch den hoch favorisierten Rekord-Südamerikameister im direkten Vergleich mit 2:1 besiegen konnte, hatte eigentlich keiner den Peruanern so recht zugetraut. Doch angesichts der während des gesamten Turniers gezeigten Leistung war Peru ein würdiger Südamerikameister.
 Uruguay

Uruguay war vor diesem Turnier der absolute Topfavorit. Nach dem Verzicht Argentiniens und Brasiliens glaubte die gesamte Fachwelt an einen sicheren achten Turniererfolg. Doch schon beim knappen 3:2-Erfolg über Chile zeigte die Mannschaft Schwächen, die sich dann im „Finale“ gegen den Gastgeber aus Peru noch offensichtlicher zeigten. Das entscheidende Duell ging völlig unerwartet mit 1:2 verloren und der achte Titelgewinn war verspielt.